# Oxyopes oranicola
Oxyopes oranicola là một loài nhện trong họ Oxyopidae.
Loài này thuộc chi Oxyopes. Oxyopes oranicola được Embrik Strand miêu tả năm 1906.